# Fio banka
Fio banka, a.s. je česká banka se sídlem v Praze, která získala bankovní licenci v roce 2010. Do té doby pracovala jako spořitelní a úvěrní družstva a burzovní společnost Fio. Zaměřuje se na poskytování běžných bankovních služeb bez poplatků a na drobné a střední investory, kterým zprostředkovává obchody s cennými papíry na burzách v České republice, USA, Polsku, Maďarsku, Německu a na Slovensku. Klienti této banky mohou obchodovat s cennými papíry prostřednictvím internetové obchodní platformy e-Broker, mobilní aplikace Smartbroker, pobočkové sítě a telefonicky.

## Historie společnosti

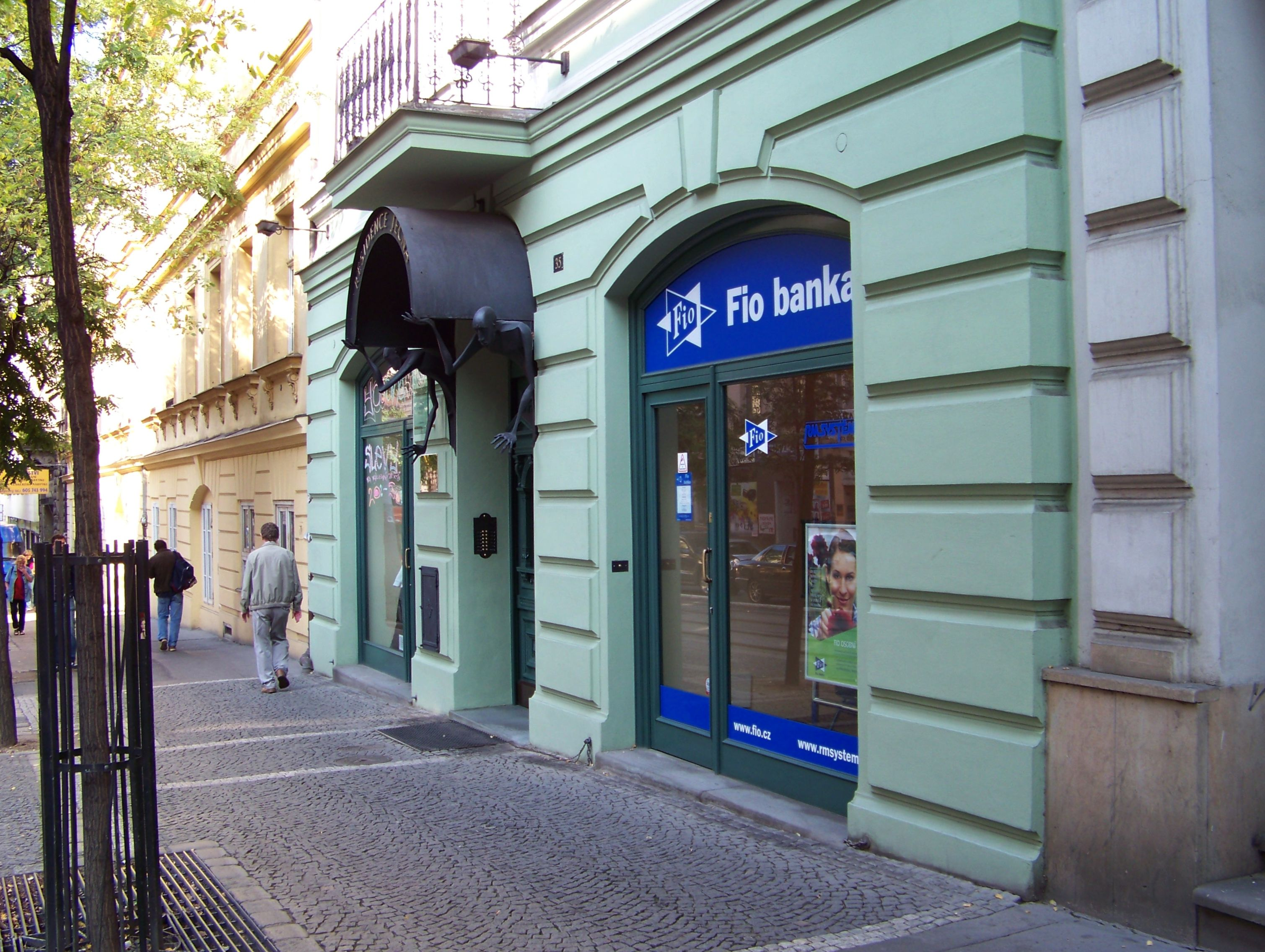
Pobočka Fio banky na Praze 2, v ul. Ječné 35

V roce 1993 čtyři studenti a absolventi Matematicko-fyzikální fakulty Univerzity Karlovy založili burzovní společnost Fio.
Fio v roce 2006 koupilo společnost RM-SYSTÉM, česká burza cenných papírů a.s. Na této burze lze koupit akcie českých i zahraničních společností. Společnost RM-SYSTÉM vznikla v roce 1993 a 1. 12. 2008 se stala standardním burzovním trhem zaměřeným na drobné a střední investory. Ve stejném roce také podala žádost o udělení bankovní licence ČNB. V květnu 2010 Fio získalo požadovanou bankovní licenci a přejmenovalo se na Fio banku a.s. Touto dobou měla 50 000 klientů.
Ředitelem a předsedou představenstva je Jan Sochor, který tuto funkci zastává od roku 2001. Majitelé jsou Petr Marsa a Romuald Kopún, kteří stáli u zrodu této společnosti.

## Současná Fio banka
V roce 2020 získala banka miliontého klienta a podle tohoto ukazatele je čtvrtou největší bankou v ČR. K září téhož roku evidovala 85 poboček v ČR, 21 poboček v SR a 214 bankomatů. V únoru 2025 měla téměř 1,5 milionu klientů.

### Poskytované bankovní služby
- Fio běžný účet pro fyzické a právnické osoby zdarma v 15 měnách, za který Fio banka získala ocenění Účet roku 2015[7], Účet roku 2014[8] a další ocenění jako např. podnikatelský účet získal v roce 2020 desátou zlatou korunu v řadě[9]
- Spořicí účet
- Internetové a mobilní bankovnictví pro Android, iOS a Windows Phone
- Podnikatelský účet
- Transparentní účet
- Měnové konverze
- Úvěry, hypotéky a neúčelové americké hypotéky, refinancování půjček
- Kreditní karty
- Platební terminály[10]
- Platební brána[10]

### Poskytované investiční služby
- Investice do cenných papírů na českých a zahraničních trzích pomocí platformy e-Broker a mobilní aplikace Smartbroker pro Android a iOS
- Obchodování na úvěr (margin)
- Osobní makléř
- Investiční fondy[11][12]
- Bezplatné investiční semináře Škola investování[13]
- Bezplatné investiční zpravodajství[14]

## Fotogalerie

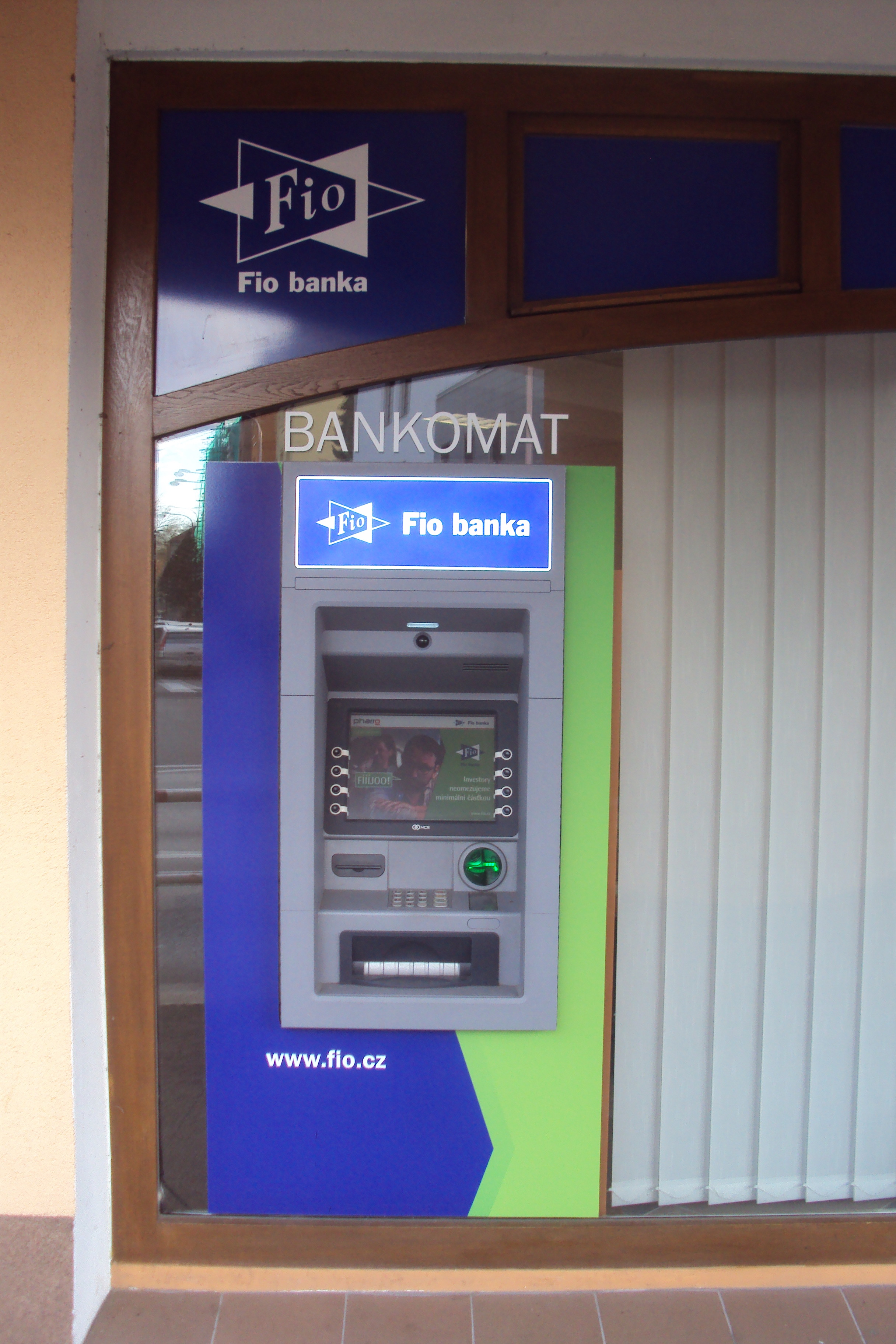
Bankomat Fio banky
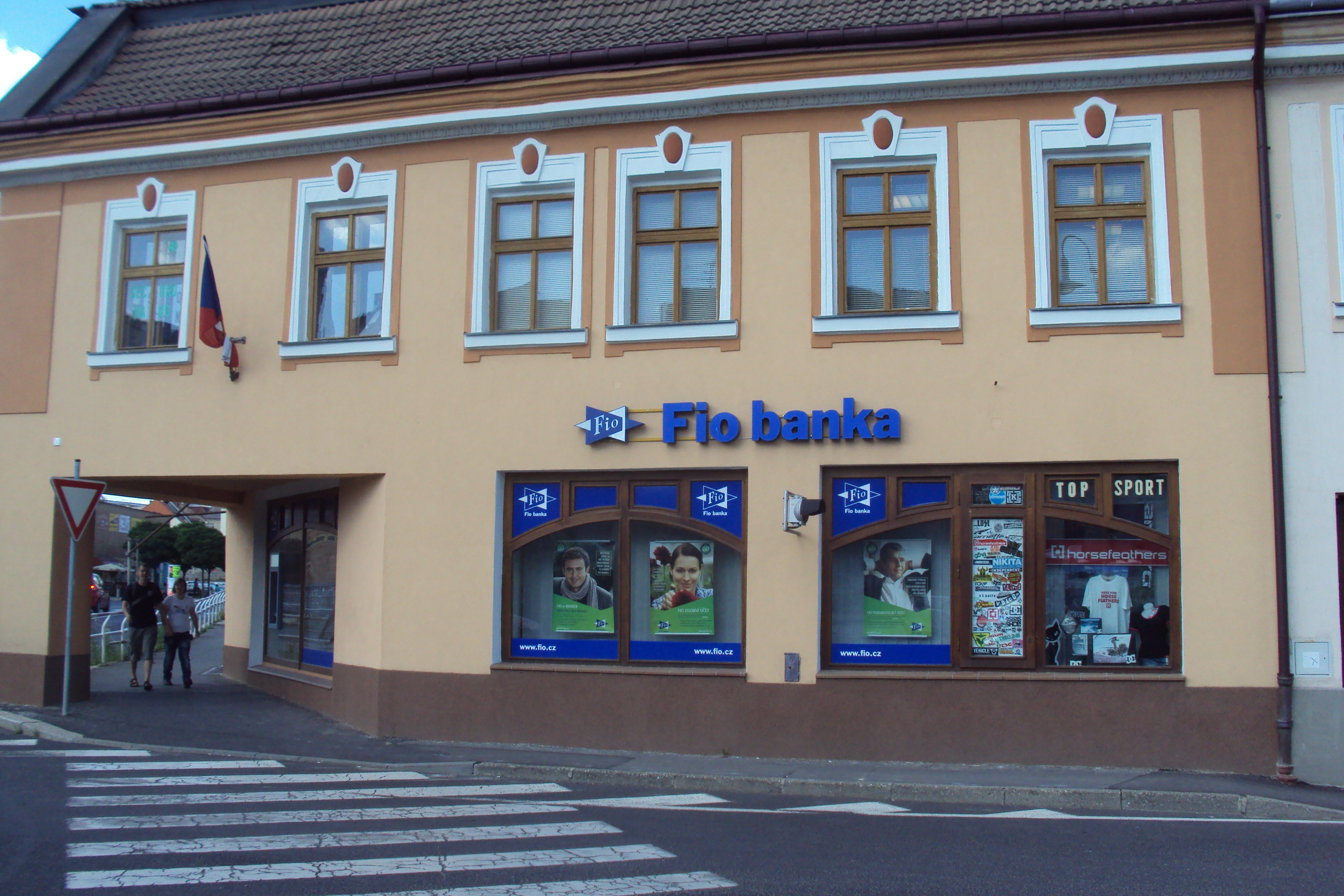
Pobočka Fio banky v České Lípě
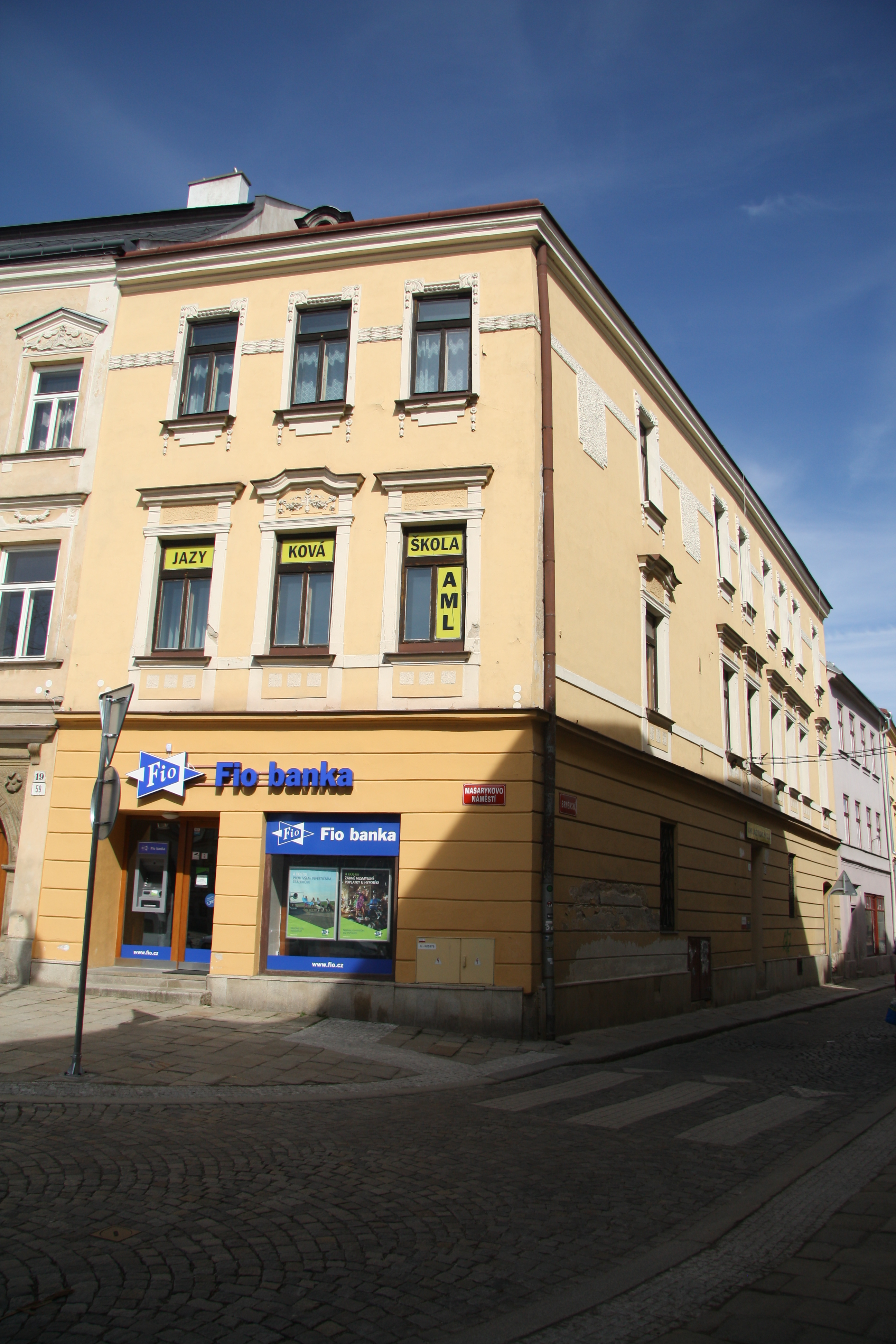
Pobočka Fio banky v Jihlavě
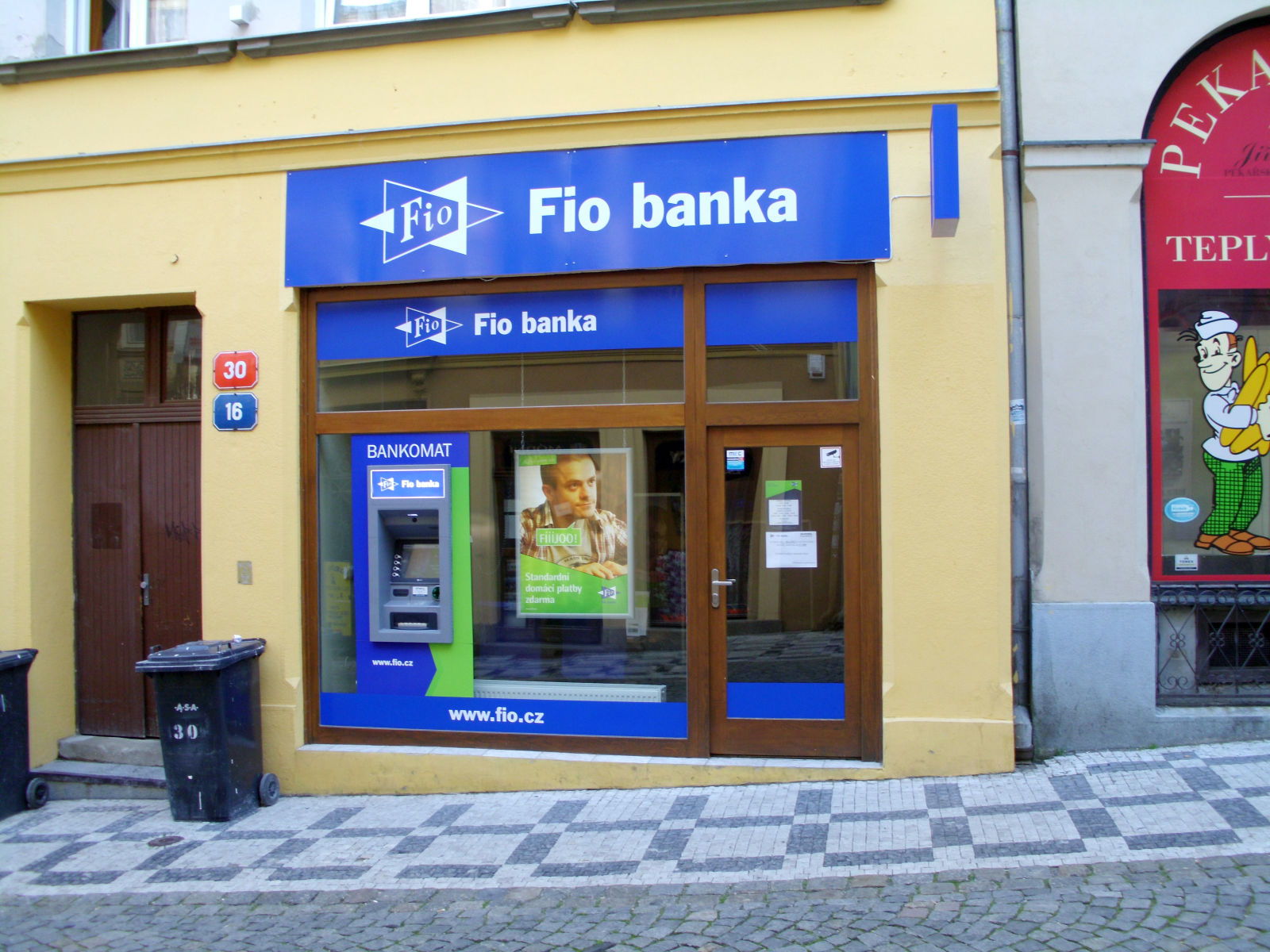
Pobočka Fio banky v Liberci
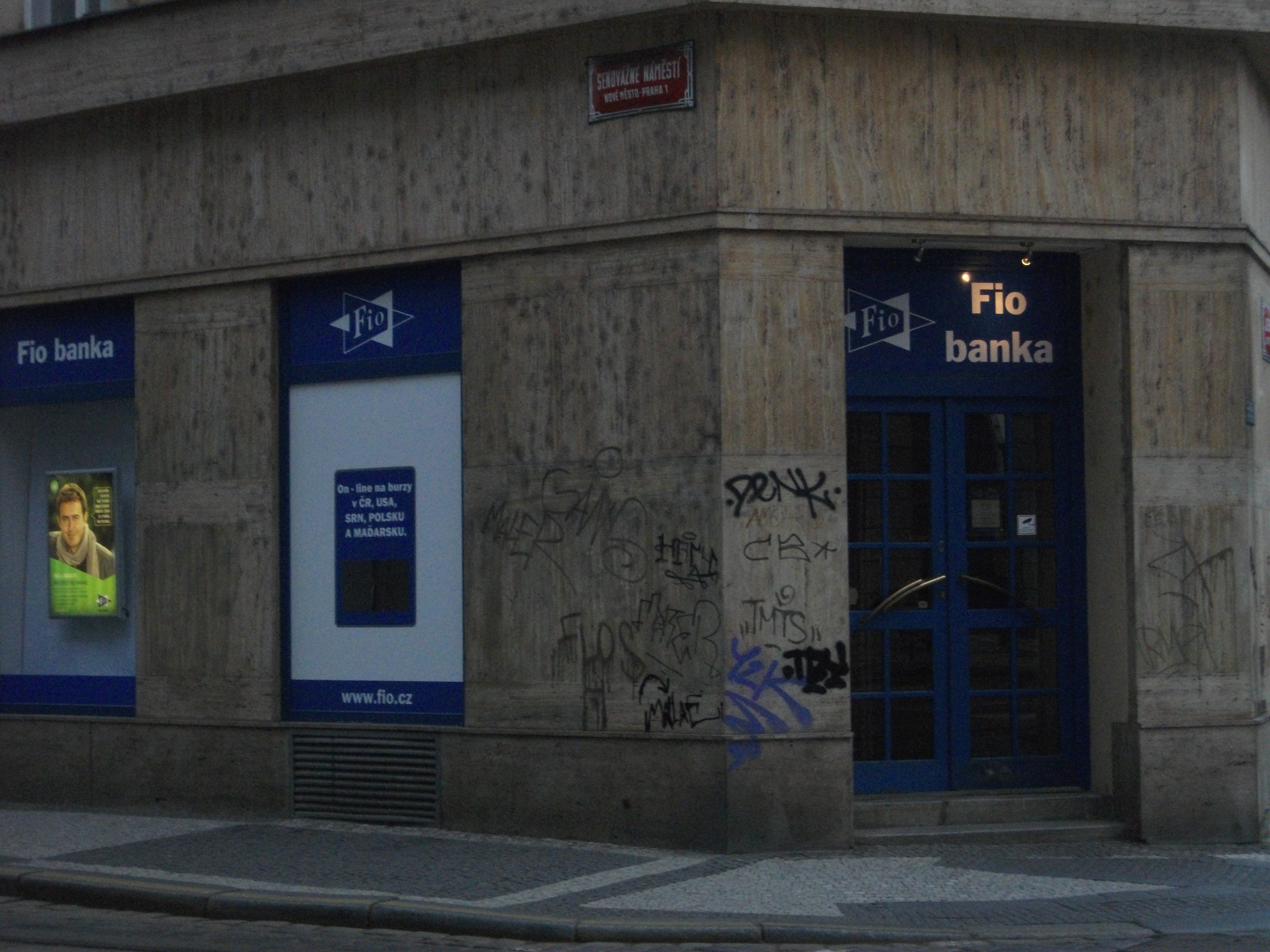
Pobočka Fio banky na Senovážném náměstí 24 na Praze 1